# Lepidolutzia dukinfieldia
Lepidolutzia dukinfieldia là một loài bướm đêm thuộc phân họ Arctiinae, họ Erebidae.